# 제13비행사단
제13비행사단(일본어: 第13飛行師団 다이쥬산히코시단[*])은 일본 제국 육군 항공대의 항공사단으로, 관동군의 항공대로 시작한 부대이다. 통칭호는 "隼 하야부사[*] 2210"
1945년 2월, 제13비행사단은 중국 남부 난징에서 창설되어 항저우에 사령부를 두었다.  광둥 지방을 중심으로 항공전을 할 예정이었으나, 5월 제5항공군이 조선반도로 넘어가면서, 상하이, 난징, 항저우가 맞닿아있는 중지나 황하 삼각주까지 책임지역이 넓어졌다. 그에 따라 난징으로 사령부를 옮겼다.

## 지휘부
| # | 계급 | 성명            | 취임일         | 이임일 | 비고  |
| - | ---- | --------------- | -------------- | ------ | ----- |
| 1 | 중장 | 요시타 기하치로 | 1945년 3월 1일 | 종전   | [ 1 ] |

| # | 계급 | 성명          | 취임일         | 이임일 | 비고  |
| - | ---- | ------------- | -------------- | ------ | ----- |
| 1 | 중좌 | 도조노 가쓰지 | 1945년 3월 5일 | 종전   | [ 2 ] |

## 전투 서열, 종전당시
| 전투부대 - 제1비행단 사령부 - 비행 제25전대 (1식전) - 비행 제48전대 (1식전) - 비행 제85전대 (4식전) - 제2비행단 사령부 - 비행 제6전대 (기습) - 비행 제9전대 (전투) - 제8비행단 사령부 - 비행 제16전대 (경폭) - 비행 제44전대 (정찰) - 비행 제82전대 (사령부 정찰) - 비행 제90전대 (경폭) - 독립비행 제54중대 (직협) | 비행장부대 - 제6항공지구사령부 - 제16항공지구사령부 - 제26항공지구사령부 - 제50항공지구사령부 - 제56항공지구사령부 - 제4비행장대대 - 제57비행장대대 - 제58비행장대대 - 제59비행장대대 - 제60비행장대대 - 제91비행장대대 - 제96비행장대대 - 제104비행장대대 - 제105비행장대대 - 제106비행장대대 - 제129비행장대대 - 제135비행장대대 - 제168비행장대대 - 제184비행장대대 - 제186비행장대대 - 제217비행장대대 - 제218비행장대대 - 제219비행장대대 - 제220비행장대대 | 항공통신부대 - 제5항공통신단 사령부 - 난징 - 제4항공통신연대 - 난징 - 제14항공통신연대 - 베이징 - 제15항공통신연대 - 한커우 - 제23항공통신연대 - 광둥 - 제24항공통신연대 - 제5항공고정통신대 - 제5항공통측량대 |

## 장비
- 전투기
  - 1식 전투기
  - 4식 전투기
- 폭격기
  - 99식 폭격기
  - 99식 쌍발경폭격기
- 정찰기
  - 100식 사령부정찰기
  - 98식 직접협동정찰기

## 기록

### 계보
- 1945년 2월 26일, 第13飛行師団 →제13비행사단

### 참전
- 태평양 전쟁
  - 중일 전쟁

## 참고 자료
- 秦郁彦 (2005). 《日本陸海軍総合事典》 (일본어) 2판. 東京大学出版会.
- 外山操 (1981). 《陸海軍将官人事総覧 陸軍篇》 (일본어). 芙蓉書房.
- 外山操 (1987).  森松俊夫, 편집. 《帝国陸軍編制総覧》 (일본어). 芙蓉書房.
- 木俣滋郎 (1987). 《陸軍航空隊全史》. 航空戦史シリーズ90 (일본어). 朝日ソノラマ.
- 《太平洋戦争師団戦史》. 別冊歴史読本 戦記シリーズNo.32 (일본어). 新人物往来社. 1996.
- 防衛研究所戦史室 (1976). 《陸軍航空の軍備と運用（3）大東亜戦争終戦まで》. 戦史叢書 (일본어). 朝雲新聞社. ASIN: B000J9J2WO.